# Licelott Marte de Barrios
Licelott C. Marte de Barrios (Santo Domingo, 30 de abril de 1934-Santo Domingo, 13 de junio de 2019) fue una abogada, diplomática y política dominicana.  Fue diputada, y ocupó entre otros cargos, la Presidencia de la Cámara de Cuentas de su país. Adoptó el apellido Barrios al casarse con Juan Amador Barrios. 

## Biografía
Licelott Catalina Marte Hoffiz nació el 30 de abril de 1934, hija del militar Santos Mélido Marte Pichardo — jefe de la Guardia Presidencial de Rafael Trujillo y de Joaquín Balaguer,— y Aurora Altagracia Hoffiz Pastor. 
De joven, fue elegida Reina del Carnaval de San Cristóbal y Miss Santiago. 
En 1958 se graduó en Derecho en la Universidad de Santo Domingo, y realizó posgrados en Derecho Tributario y en Seguros en la Pontificia Universidad Católica Madre y Maestra y Universidad Iberoamericana (UNIBE). Hizo un curso en Derecho Internacional en La Sorbona, de París, y otro curso para Estudiantes Extranjeros sobre Historia Americana, en la universidad de Columbia (EEUU).  
Fue abogada auxiliar de la Consultoría Jurídica del Poder Ejecutivo (1959) y tras casarse con el cubano-americano Juan Amador Barrios se fue a vivir a Estados Unidos. Allí ejerció como delegada alterna de la Misión de República Dominicana ante las Naciones Unidas, ONU, (1966) y delegada representante ante la Tercera Comisión en la Asamblea General de las Naciones Unidas (1967-68). Además, ante la Comisión de la Condición Jurídica y Social de la Mujer de dicho organismo. 
Destacada dirigente del Partido Reformista Social Cristiano (PRSC), fue regidora en el Distrito Nacional por ese partido entre 1974 y 1978 y subsecretaria de Relaciones Exteriores (1973-78). En 1990 rechazó ser Ministra de Finanzas, cuando Joaquín Balaguer la nombró en ese puesto, por, confesó después,  entender que no reunía las condiciones. Al poco, fue Secretaria de Finanzas  (1990-93), para después  asumir la Presidencia de  la Refinería Dominicana de Petróleo, S.A. Refidomsa, entre 1993 y 1996.  
Licelott Marte también fue diputada por el Distrito Nacional (2002-2006).  Presidenta de la Cámara de Cuentas (2008 a 2017) cargo que compagínó, desde 2015, con la presidencia de la Organización Centroamericana y del Caribe de Entidades Fiscalizadoras Superiores   
Defendió los derechos de la mujer como miembro de la Comisión Social y Jurídica de la Mujer, de las Naciones Unidas, en tres períodos, y luego Presidenta. Representó a su país ante la Comisión Interamericana de Mujeres, siendo vicecanciller (1971) participó en las asambleas de la OEA sobre ese tema y en 1972 logró la aprobación de la Ley 255, la Patria Potestad. Y fue una de las impulsoras de la incorporación de la penalización de la violencia contra la mujer en la Constitución  de 2010. 
Murió el 13 de junio de 2019 tras un tiempo internada en un hospital a causa del cáncer que padecía. A los cuatro días de su muerte la Cámara de Diputados le rindió un homenaje por su aportación al país, tanto al sector público como al sector privado. 